# 姚祖康
姚祖康（1934年7月—2023年5月29日），男，原籍浙江余杭，生于江苏苏州，中国道路工程专家，同济大学教授、博士生导师，曾任同济大学道路与交通工程系主任、道路与交通工程研究所所长。